# St.-Severinus-und-Jacobus-Kirche (Minsen)

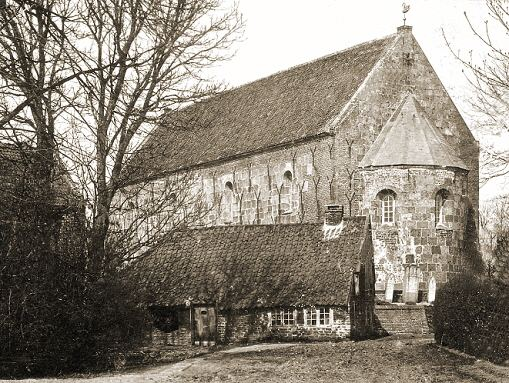
Minsener Kirche um 1900

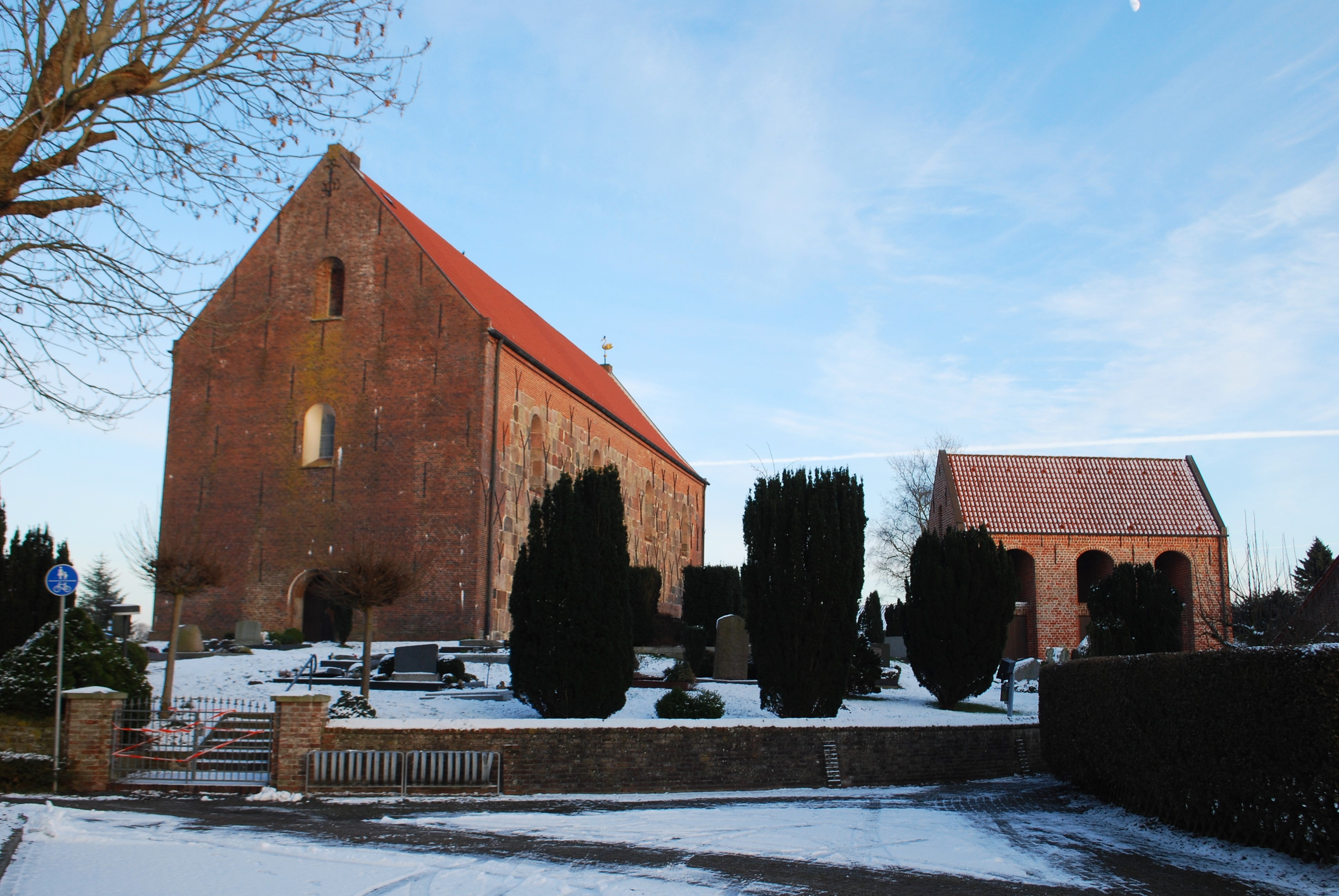
Kirche und gemauerter Glockenstuhl

Die St.-Severinus-und-Jacobus-Kirche in Minsen im Wangerland ist eine romanische Saalkirche, die Anfang des 13. Jahrhunderts errichtet wurde. Die Kirchengemeinde gehört zur Evangelisch-Lutherischen Kirche in Oldenburg.

## Gebäude
An der Apsis und dem umgebenden Ostgiebel und an großen Teilen der Südwand besteht das Außenmauerwerk aus Granitquadern. In anderen Bereichen wurde die Außenhaut in der Neuzeit mit Klinkern erneuert. Eine umfangreiche Sanierung wurde ab 1980 durchgeführt.
In der Halbkuppel der Apsis sind Reste von Wandmalereien erhalten, teils aus der Bauzeit, teils aus dem 15. Jahrhundert. Zu erkennen ist Christus als Weltenrichter. Im Übrigen hat der Kirchenraum eine Holzdecke aus der frühen Barockzeit. Die Bemalung mit Rankenornamenten wurde allerdings 1987 frei rekonstruiert.

## Ausstattung

### Altar

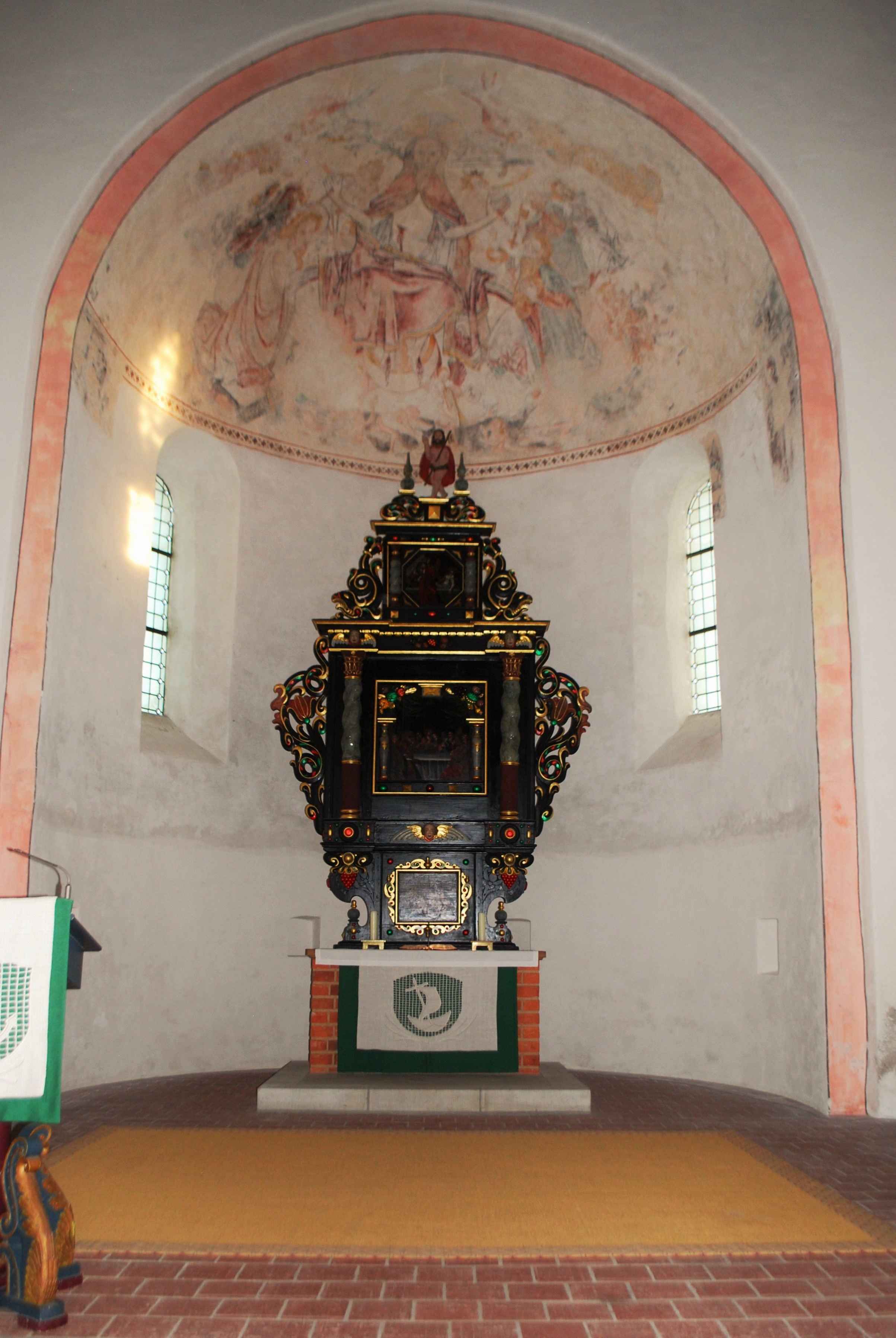
Altar der Kirche Minsen

Der Altar der Minsener Kirche stammt aus der Dorfkirche von Groß Partwitz im Kreis Hoyerswerda. Die Kirche musste in den 1960er-Jahren dem Braunkohletagebau weichen. Das Altarretabel von 1650 fand 1998 in Minsen seinen Platz, nachdem es zuvor restauriert worden war. In der Mitte zeigt das Tafelbild eine Abendmahlszene, darunter Christi Geburt. An der Altarspitze weist Christus in die Kuppel der Apsis.
Das ehemalige Minsener Altargemälde, ein segnender Christus, fand einen neuen Platz an der Südwand.

### Orgel
Die Orgel wurde 1841 von Orgelbauer Gerhard Janssen Schmid aus Oldenburg im Stil der Biedermeierzeit gebaut.

## Glockenstuhl und Glocken
Noch im 13. Jahrhundert wurde neben der Kirche ein Glockenstuhl aus Backstein vom Parallelmauertyp errichtet. Die älteste Glocke ist von 1747, eine leichte Glocke von 1935 und die jüngste von 1960.